# Tháp Văn hóa và Khoa học
Tháp Văn hóa và Khoa học (tiếng Ba Lan: Pałac Kultury i Nauki; viết tắt PKiN), là một tòa nhà cao tầng nổi bật ở trung tâm thành phố Vác-sa-va, Ba Lan. Với tổng chiều cao là 237 mét (778 ft), nó là tòa nhà cao nhất ở Ba Lan, tòa nhà cao thứ 6 trong Liên minh châu Âu (bao gồm cả ngọn tháp) và là một trong những tòa nhà cao nhất trên lục địa châu Âu. Được xây dựng vào năm 1955, đây là trụ sở của các tổ chức văn hóa và cộng đồng khác nhau như rạp chiếu phim, nhà hát, thư viện, câu lạc bộ thể thao, khoa đại học và hành chính của Viện Hàn lâm Khoa học Ba Lan. Từ năm 2007, nó đã được ghi danh vào Danh sách di sản văn hóa.
Được lấy cảm hứng từ kiến trúc lịch sử Ba Lan và các tòa nhà cao tầng theo trường phái Art deco - Mỹ, PKiN được thiết kế bởi kiến trúc sư Liên Xô Lev Rudnev theo phong cách "Bảy chị em Moskva" và được gọi theo cách thông tục là Chị tám. Công trình này cũng là tháp đồng hồ cao nhất thế giới cho đến khi Tòa nhà NTT Docomo Yoyogi ở Tokyo, Nhật Bản được lắp động cơ đồng hồ.
Tháp Văn hóa và Khoa học là một tòa nhà gây tranh cãi ở Ba Lan và thường được xem là một lời nhắc nhở về ảnh hưởng của Liên Xô đối với Cộng hòa Nhân dân Ba Lan, đặc biệt là do nó được xây dựng trong thời kỳ diễn ra các vụ vi phạm nhân quyền dưới thời Joseph Stalin. Một liên minh gồm các nhóm cựu chiến binh ở Ba Lan cũng như nhiều đảng chính trị đã kêu gọi phá hủy nó. Năm 2009, Bộ trưởng Ngoại giao Ba Lan Radoslaw Sikorski ủng hộ việc phá hủy Tháp, nhấn mạnh các chi phí liên quan đến việc bảo trì. Các nhà lãnh đạo chính phủ nổi tiếng khác đã tiếp tục tán thành các kế hoạch phá hủy, bao gồm cả Thủ tướng Mateusz Morawiecki.

## Lịch sử

### Tên

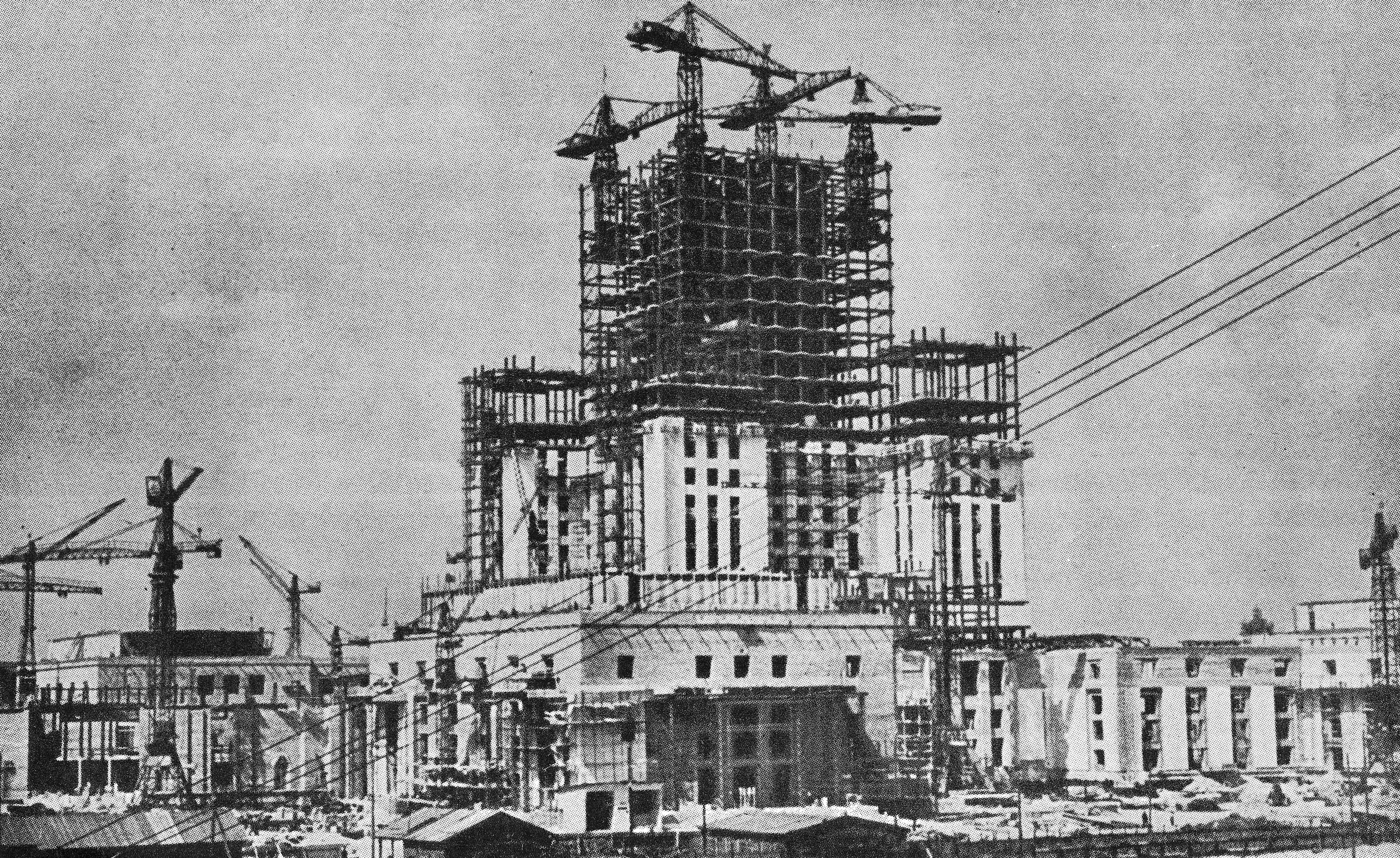
Tòa tháp năm 1954, trong quá trình xây dựng

Tòa nhà ban đầu được gọi là Cung điện Văn hóa và Khoa học Joseph Stalin (Pałac Kultury i Nauki imienia Józefa Stalina), nhưng sau Phi Stalin hóa, sự cống hiến cho Stalin đã bị hủy bỏ. Tên của Stalin đã bị xóa khỏi hàng cột, sảnh bên trong và một trong những tác phẩm điêu khắc của tòa nhà.
Người dân Vác-sa-va vẫn thường sử dụng biệt danh để nhắc đến các cung điện, đặc biệt là Pekin (" Bắc Kinh ", vì tên của nó được viết tắt PKiN), và Pajac ('chú hề', một từ mà âm thanh gần Pałac). Những cái tên ít phổ biến khác bao gồm ống tiêm của Stalin, Con voi trong đồ lót Lacy, Bánh cưới Nga hay thậm chí là Chuj Stalina ("Của quý" của Stalin). Một câu nói phổ biến của người dân địa phương đã nổi lên trong vài thập kỷ qua, trong đó khẳng định rằng tầng quan sát của Tháp có "tầm nhìn tốt nhất của thành phố vì đây là nơi duy nhất ở Vác-sa-va có tầm nhìn không bị vướng phải tòa nhà này".

### Xây dựng

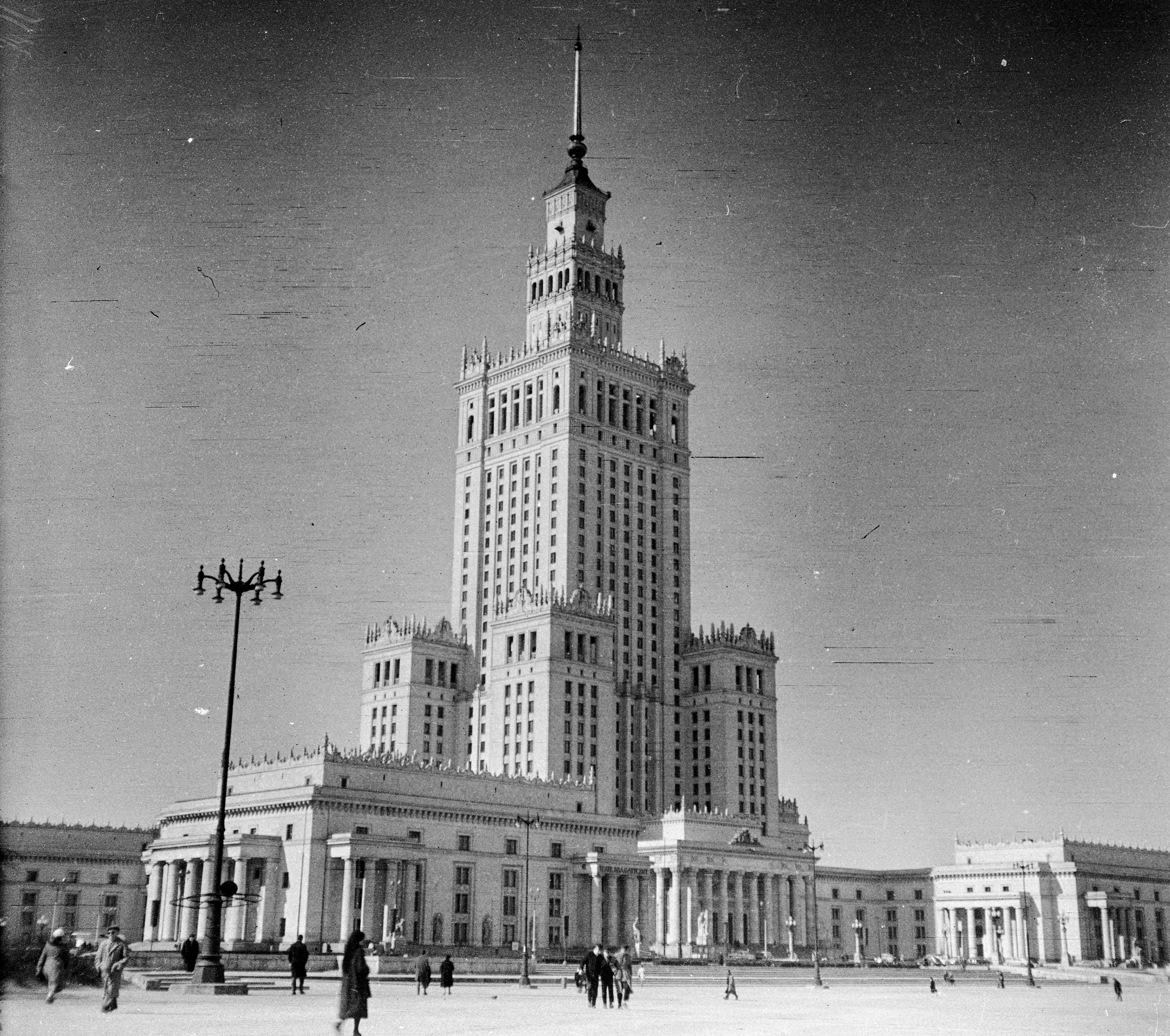
Tòa tháp năm 1960

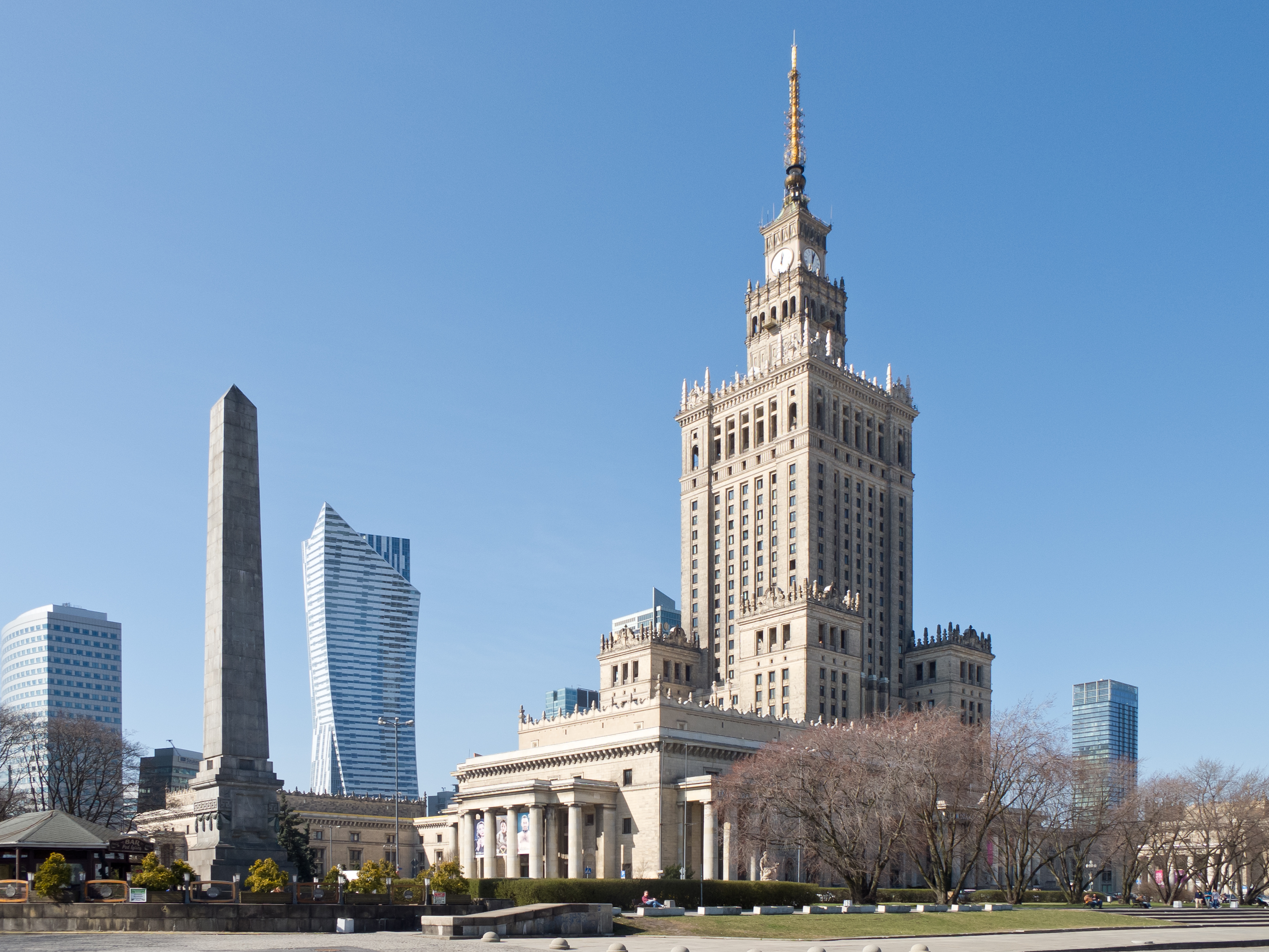
Hướng Nam của Tòa tháp

Tòa tháp bắt đầu được xây dựng vào năm 1952 và kéo dài đến năm 1955. Như một món quà từ Liên Xô cho người dân Ba Lan, tòa tháp đã được xây dựng, sử dụng các thiết kế của Liên Xô, bởi 3.500 - 5.000 công nhân Liên Xô và 4.000 công nhân Ba Lan. Mười sáu công nhân đã chết trong các vụ tai nạn trong quá trình xây dựng. Các nhà xây dựng ở trong khu phức hợp ngoại ô mới, được xây dựng bằng kinh phí của Ba Lan, với rạp chiếu phim, khu ẩm thực, trung tâm cộng đồng và hồ bơi riêng, được gọi là Osiedle "Przyjaźni" (Vùng lân cận hữu nghị). Kiến trúc của tòa nhà có liên quan chặt chẽ với một số tòa nhà chọc trời tương tự được xây dựng ở Liên Xô cùng thời, nổi bật nhất là tòa nhà Chính của Đại học Quốc gia Moscow. Tuy nhiên, kiến trúc sư chính Lev Rudnev đã kết hợp một số chi tiết kiến trúc Ba Lan vào dự án, sau khi đi vòng quanh Ba Lan và nhìn thấy kiến trúc nơi này. Các bức tường hoành tráng được xây dựng bằng những mảnh gạch được sao chép từ các ngôi nhà và cung điện thời Phục hưng của Kraków và Zamość.
Ngay sau khi khai trương, tòa nhà đã tổ chức Lễ hội Thanh niên và Sinh viên Thế giới lần thứ 5. Nhiều vị chức sắc đến thăm Tháp Văn hóa và Khoa học này. Đây cũng là nơi tổ chức các buổi biểu diễn của các nghệ sĩ quốc tế đáng chú ý, chẳng hạn như buổi hòa nhạc năm 1967 của The Rolling Stones, lần đầu tiên có một nhóm nhạc rock lớn biểu diễn ở phía sau Bức màn sắt. Năm 1985, nơi đây đã tổ chức buổi hòa nhạc Leonard Cohen lịch sử, bao quanh bởi nhiều kỳ vọng chính trị, điều mà Cohen đã tránh trong phần giới thiệu kéo dài của ông trong buổi trình diễn kéo dài ba giờ.
Đồng hồ 4 mặt 6.3 mét đã được thêm vào đỉnh của tòa nhà trước lễ kỷ niệm thiên niên kỷ năm 2000.

### Hiện nay

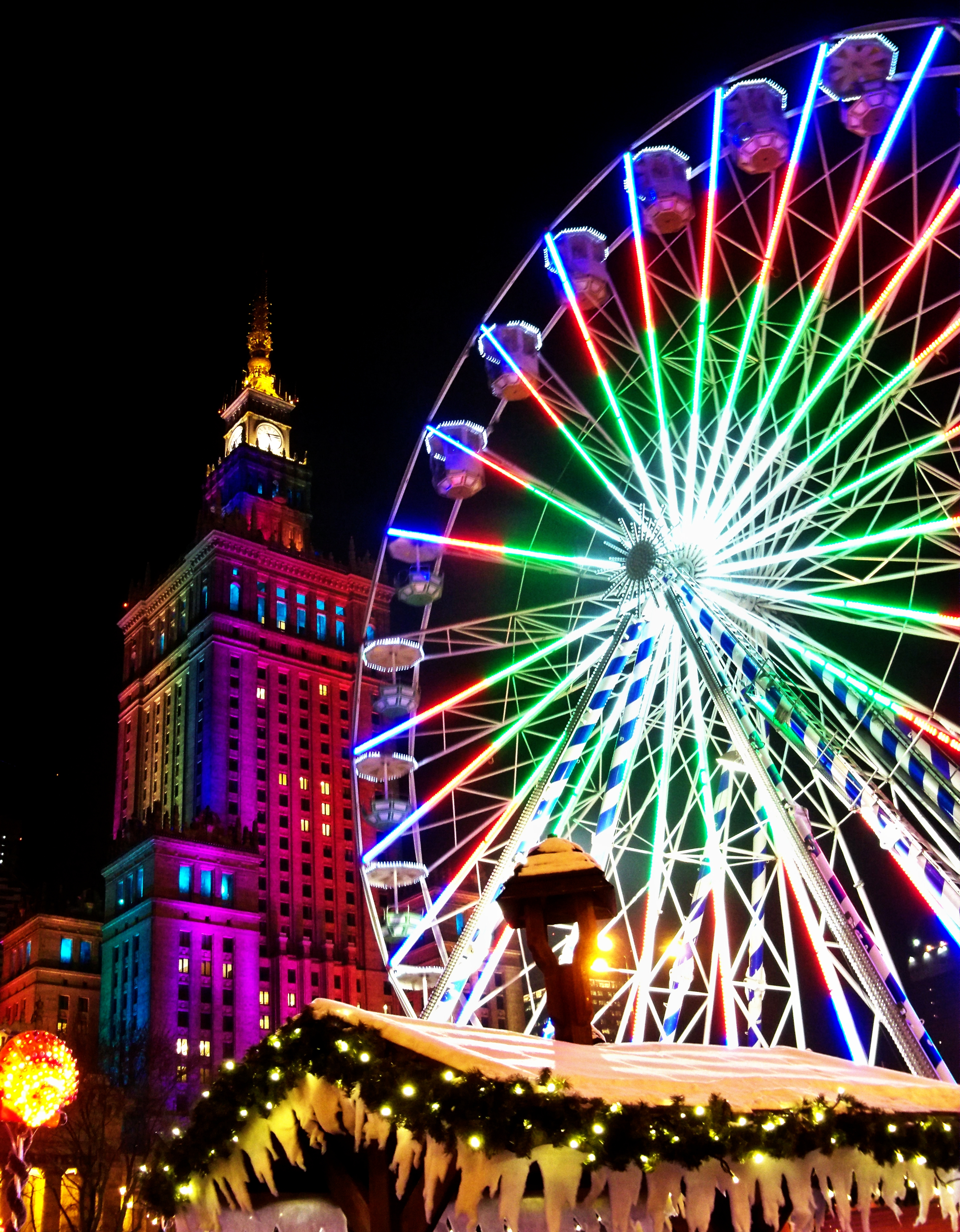
Tháp văn hóa và khoa học vào ban đêm trong chợ Giáng sinh

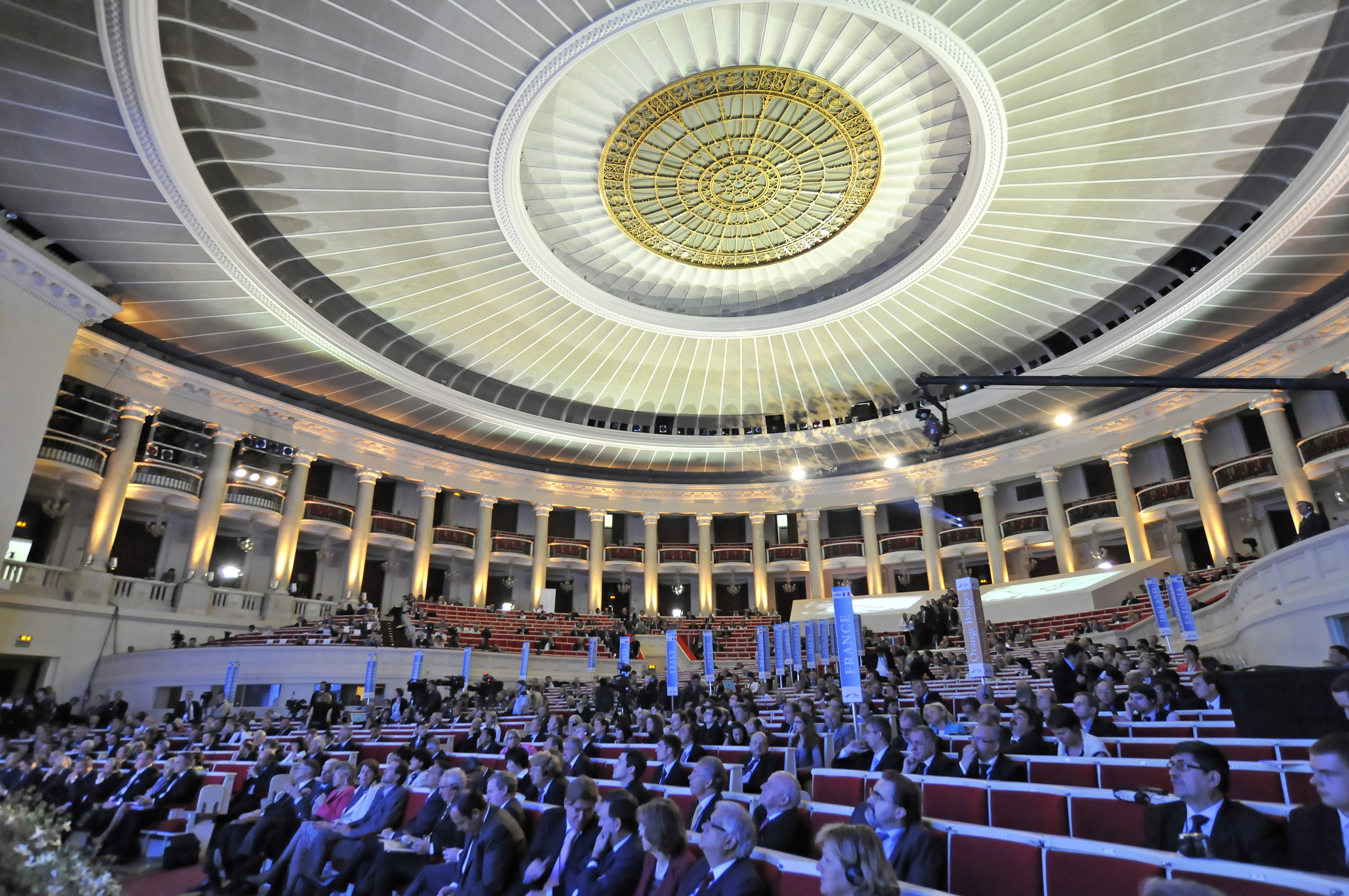
Hội trường

Tòa nhà hiện đang vận hành như một trung tâm triển lãm và tổ hợp văn phòng. Tòa tháp chứa một rạp chiếu phim với tám màn hình, bốn nhà hát (Studio, Dramatyczny, Lalka và 6. piętro), hai bảo tàng (Bảo tàng Tiến hóa và Bảo tàng Công nghệ), văn phòng, hiệu sách, bể bơi lớn, khán phòng hội trường dành cho 3.000 người được gọi là Hội trường Quốc hội, và một trường đại học được công nhận- Đại học Dân sự Collegium Civitas, trên tầng 11 và 12 của tòa nhà. Sân thượng trên tầng 30, rộng 114 mét (374 ft), là một điểm thu hút khách du lịch nổi tiếng với tầm nhìn toàn cảnh của thành phố.
Hội trường của tòa nhà đã là nơi tổ chức vòng chung kết Hoa hậu Thế giới 2006.
Vào năm 2010, hệ thống chiếu sáng của tòa nhà đã được hiện đại hóa và đèn LED công suất cao đã được lắp đặt, cho phép Tháp có nhiều màu sắc khác nhau vào ban đêm. Lần đầu tiên hệ thống ánh sáng mới được đưa vào sử dụng là vào dịp Giáng sinh năm 2010, nơi này được chiếu sáng màu xanh lá cây và màu trắng để giống với cây thông Noel. Vào tháng 12 năm 2013, trong các cuộc biểu tình ủng hộ Liên minh châu Âu ở Ukraina - Euromaidan, tòa tháp được chiếu sáng bằng màu vàng và màu xanh, màu cờ của quốc gia Ukraine như một dấu hiệu của sự đoàn kết với người biểu tình.